# Ираклеониты
Ираклеониты — ученики гностика Ираклеона (II век).
Упоминаются как особая секта Епифанием и Августином; при крещении и миропомазании они соблюдали обряд помазания елеем и при этом произносили воззвания на арамейском языке, которые должны были освободить душу от власти демиурга.